# Torre del Botxí
La Torre del Botxí és una torre medieval al municipi de Cardona (Bages).

## Localització
Situada a la banda nord de la vila, molt a prop del portal de Graells i en un cos avançat de la muralla, es troba el que era l'habitatge de la persona que havia d'executar les penes imposades. La figura del botxí i el seu paper el convertien en un personatge rebutjat socialment, raó per la qual havia de viure exclòs de la comunitat, i això explica que la Torre del Botxí sigui a tocar del nucli urbà, però extramurs.

## Descripció
La construcció és del segle xii. Té la planta rectangular amb la tradicional estructura de parets de càrrega amb fonamentació de pedra vista i dues plantes superiors amb tàpia i teulada a doble vessant.
Segons els registres del Cadastre, la propietat de la torre corresponia al duc i estava «destinada para el verdugo». Cardona va ser una de les darreres poblacions que va tenir botxí. L'agost del 1760, ell i el seu germà (que era botxí de Barcelona) executaren la sentència condemnatòria de dos soldats del regiment de suïssos que desertaren de Tarragona. Abans de ser penjats, se'ls va mutilar la mà dreta per després decapitar-los i clavar els seus caps i mans en un pal a l'entrada d'un dels portals de la ciutat.
Hi ha una relació entre la Torre del Botxí i el proper portal de Graells: fins a l'any 1793 a una de les dues torres del portal hi havia penjada una gàbia de ferro on es col·locaven les restes dels condemnats, com ara Samsó Fonts, que, l'any 1571 fou degollat i esquarterat a la placa de la Fira.
L'any 2012 es van dur a terme obres de restauració de la torre, projecte realitzat per l'arquitecte Francesc Xavier Asarta i Ferraz.